# Om en pojke (TV-serie)
About a Boy är en amerikansk TV-serie som sändes från 2014 till 2015.

## Handling
Will Freeman är en framgångsrik låtskrivare och ungkarl. Han lever ett bekymmersfritt liv och är omogen trots sin ålder. Den perfekta värld han lyckats skapa kring sig vänds dock snart upp och ner då han får nya grannar - den ensamstående kvinnan Fiona och hennes 12-årige son Marcus.

## Om serien
TV-serien är först och främst baserad på boken Om en pojke från 1998 av den brittiske författaren Nick Hornby, men även på filmen med samma namn från 2002.

## Rollista i urval
- David Walton - Will Freeman
- Minnie Driver - Fiona
- Benjamin Stockham - Marcus
- Phil Abrams - Rektor Goldenrod
- Leslie Bibb - Dakota
- Al Madrigal - Andy
- Annie Mumolo – Laurie